# Vinterresa i Norrbotten
Vinterresa i Norrbotten är en bok av Eyvind Johnson utgiven 1955.
Boken skildrar ett återvändande till författarens uppväxtmiljö i Norrbotten. Han reste dit i december 1954 för att hålla ett föredrag och började efter årsskiftet att skriva en serie resebrev om sitt besök. De publicerades senare i Dagens Nyheter och Stockholms-Tidningen. Efter att ha läst dem ville förläggaren Kaj Bonnier ge ut dem i bokform.
Trots sitt ringa format anses Vinterresa i Norrbotten vara ett centralt verk i Eyvind Johnsons författarskap. I sin biografi Människan i tiden skriver Örjan Lindberger: ”Den lilla boken hör till de omistliga i Eyvind Johnsons oeuvre, och det inte bara för de viktiga upplysningar som den ger om hans ursprungsmiljö. Den är tung av minnen, full av friska iakttagelser och snabba jämförelser mellan då och nu, formulerade med utomordentlig precision. Texten har en förtätad enkelhet och samtidigt något av skissens lätthet och fräschör”.